# 胡煜坤
胡煜坤（1997年—2021年6月14日），湖北武汉青山区人，悉尼大学硕士研究生学历。2021年6月13日，胡煜坤在海南万宁日月湾旅游时遇到了两个落水的小学生，不顾危险下水救人，因筋疲力尽不幸遇难，年仅24岁。

## 生平
胡煜坤出生在湖北武汉的一个警察家庭，其父亲和母亲都是武汉市公安局青山区公安分局的警察。年幼时，胡煜坤曾代表青山区参加武汉市的游泳比赛，并斩获冠军。
2021年6月13日下午4时许，胡煜坤和女友在海南万宁日月湾的沙滩上散步，突然听到了一声呼救，原来是两名小学生被海浪卷进了深水区。危急时刻，胡煜坤甩开女友的手，冲进大海救人。胡煜坤救出第一个小学生后，第二次下海救人，可是因身体精力耗尽消失在了大海里，第二个小学生被其他人救起。
6月14日凌晨3时，蓝天救援队在距离出事地点100米的海滩发现了胡煜坤的遗体。

## 身后
2021年6月15日，胡煜坤的告别仪式在武汉举行。
6月21日，武汉市见义勇为基金会负责人前往青山区，看望慰问胡煜坤的家人，并送去慰问金10000元。22日中午，被救学生的家长带着鲜花等慰问品，来到胡煜坤的家里看望他的父母。